# Temno modro kot september (in različni ljubezenski e-maili)
Temno modro kot september (in različni ljubezenski e-maili) (COBISS) je pesniška zbirka Vinka Möderndorferja, izšla je leta 2003 pri založbi Goga. 

## Vsebina
Zbirka je razdeljena na tri razdelke, naslovljene Indijansko poletje, Vzkliki in Temno modro kot september. 
Kot sugerira že naslov je časovni okvir prvega cikla pozno poletje oziroma zgodnja jesen, tisti prekrasni, a nedefinirani čas, ki ga Američani imenujejo indijansko poletje, v nekaterih evropskih jezikih pa je znan tudi kot peti letni čas. Poleg pripovednih besedil so tu tudi zgoščene pesmi, ki ljubezen izražajo na eliptičen, zamolčan način.
Drugi cikel z značilnim naslovom Vzkliki potrjuje lucidno misel Paula Valéryja, da je »lirizem razvoj vzklika«. Tu so zbrane pesniške miniature, ki dejansko imajo naravo vzklika. Pesnik se tu giblje od preprost artikulacije erotične želje in žeje do psihologije ljubezenskih razmerij, saj natančno ve, da ljubezen ni zgolj idila, temveč tudi vse kaj drugega. 
Skozi celotno zbirko pa se kot rdeča nit vleče verz »temno modro kot september«, ki nato doživi tematizacijo v istoimenski pesmi, ki uvaja istoimenski, tretji in zadnji cikel. »Temno modro« igra vlogo vodilnega simbola celotne zbirke. 